# 블리자드

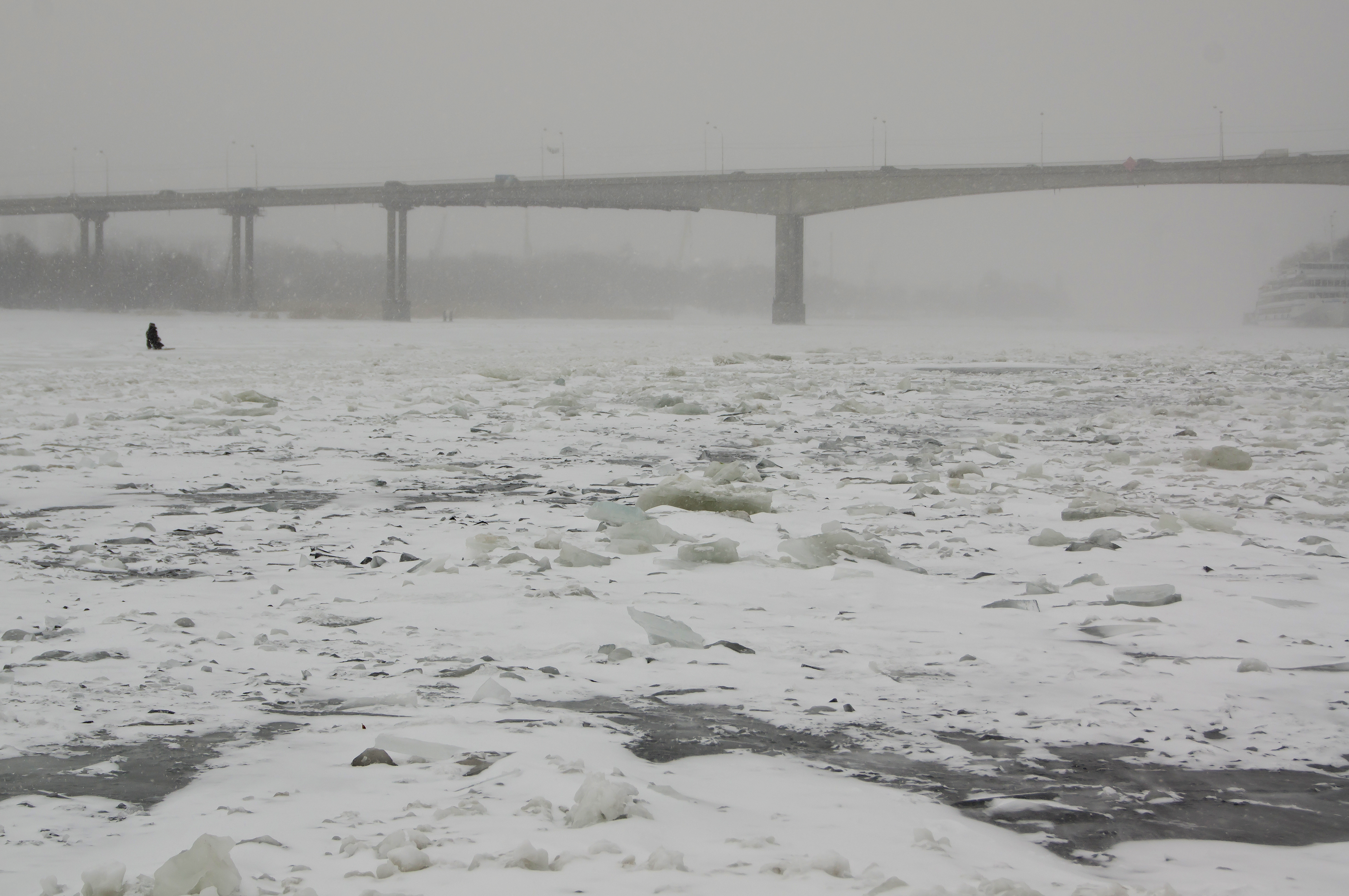
블리자드

눈보라 혹은 폭풍설(爆風雪) 혹은 블리자드(blizzard)는 낮은 온도, 강한 바람, 그리고 매서운 눈보라가 특징인 겨울의 가혹한 한랭습윤한 폭풍을 말한다. 맹렬한 눈보라를 수반하는 찬 폭풍설로서 풍속 14 m/s 이상, 저온, 시정 500 ft(피트) 이하인 상태를 가리킨다. 또 풍속 20 m/s 이상, 기온이 -12°C 이하, 시계가 0에 가까운 상태를 심한 블리자드라고 한다. 남극에서는 빙관으로부터 불어오는 맹렬한 강풍을 뜻하기도 한다. 한편 블리자드는 미국의 기상용어로서 러시아 남부에서는 ‘부란’(Buran), 북시베리아 툰드라 지대에서는 ‘푸르가’(Purga), 아르헨티나의 팜파스 지방에서는 ‘팜페로’(Pampero)라고도 한다.

## 정의
원래 블리자드라고 하면 심한 눈과 풍속이 초속 18m 이상, 기온이 -7도 이하의 현상으로 정의되고 있으며, 미국에서는 1888년 3월 12일의 블리자드가 유명하다. 미국 기상청은 시계를 약화시키는 눈보라를 일으키는 강풍을 동반한 심한 눈보라로 정의를 하고 있다. 블리자드와 눈보라의 차이는 바람의 강도이며, 눈의 량은 아니다. 블리자드가 되기 위해서는 눈보라가 바람 또는 시속 56 km/h (35 mph)에 이르는 빈번한 강풍이나 또는 400m나 1/4마일 이내까지 시계를 좁히는 휘몰아치는 눈이 유지되어야 하거나 3시간 이상을 몰아치는 눈보라가 유지되어야 한다.
에이는 날씨와 많은 눈보라가 동반하기도 하지만, 필수적인 것은 아니다. 블리자드는 화이트아웃 상태를 가져올 수 있으며, 특히 눈보라가 잦지 않은 지역에서는 한번에 몇 일 동안을 마비시키기도 한다.
심한 블리자드는 시계 0에 가까운 시간당 72 km/h (45 mph) 이상의 강풍이나 −12 °C 이하의 기온을 가진다. 북극에서 블리자드는 시간당 평균 160 km 속도를 가지는 빙상의 끝 부분에 쏟아지는 바람과 관련되어 있다.

## 같이 보기
- 한파
- 화이트아웃